# Кукутень (археологический памятник)
Кукуте́нь (Кукутени, рум. Cucuteni) — поселение энеолита — бронзового века (4—3-е тысячелетие до н. э.) в Румынии, в регионе Западная Молдавия, на одноимённой реке, правом притоке реки Бахлуец. Находится в окрестностях села Кукутень, административного центра одноимённой коммуны в жудеце Яссы, в 9 километрах к северо-западу от города Тыргу-Фрумос, в 52 километрах к северо-западу от города Яссы и в 325 километрах к северу от Бухареста.

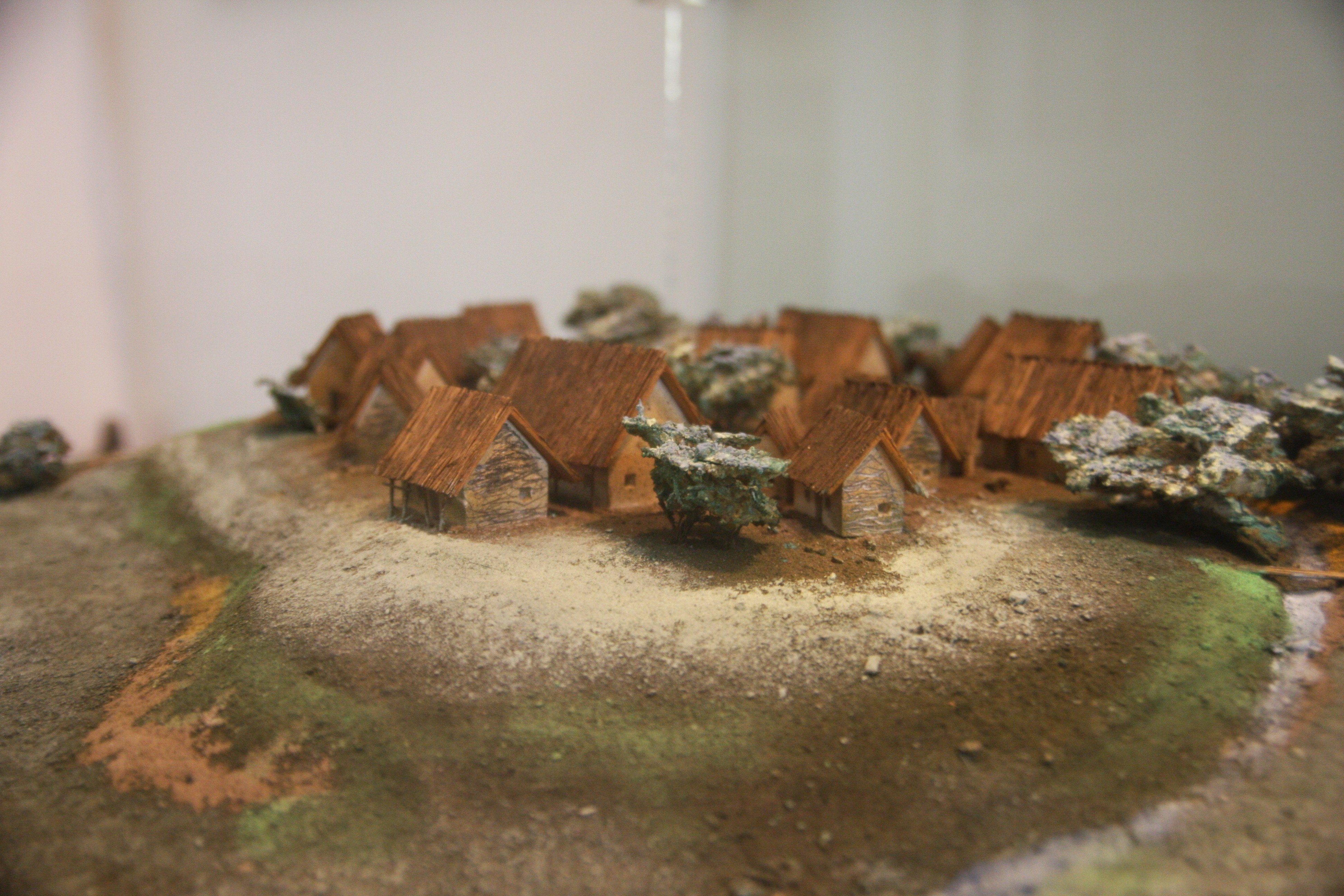
Макет поселения Кукутень в Музее истории и археологии в Пьятра-Нямц

Исследуется с конца XIX века. Древнее поселение открыто фольклористом Теодором Бурада в 1884 году. Раскопки проводили в 1887—1888 гг. и 1895 году Николае Белдикину и Григоре Буцуряну (Grigore C. Buţureanu, 1855—1907). В 1889 году Григоре Буцуряну выступил на международном конгрессе в Париже. В 1909—1910 гг. раскопки проводил немецкий учёный Губерт Шмидт. Его работы принесли известность поселению Кукутень. Губерт Шмидт выявил два культурных слоя: нижний (Кукутень А) относится к началу и середине 4-го тысячелетия до н. э., верхний (Кукутень В) — к рубежу 4 и 3-го тысячелетия до н. э. Культурные залегания достигают 2 метров. Также Шмидт выявил два рва и предложил классификацию керамики. Раскопки были продолжены румынскими археологами, в 1961—1966 гг. раскопки проводил Мирча Петреску-Дымбовица.
На основе материалов Кукутени и других памятников была выделена археологическая культура в Румынии, получившая название культура Кукутень, аналогичная трипольской культуре в Молдавии и Украине и входящая в археологическую общность (область) культура Триполье-Кукутень. Материалы бронзового века относятся к культуре Городиштя-Фолтешти. Памятник имеет впечатляющую стратиграфию, которая охватывает все три этапа культуры Кукутень, с несколькими этапами жилья, один из самых представительных памятников культуры Триполье-Кукутень.
Поселение укреплено рвом и валом. В обоих слоях обнаружены остатки глинобитных домов. Отличием поселения Кукутень от других памятников является использование известняка, из которого сложены основания домов. В слое Кукутень А преобладает керамика, покрытая красно-белой и красно-бело-чёрной спиральной росписью. Здесь же найдена керамика с углубленным спиральным орнаментом, грубая кухонная посуда, орудия из кремня, кости, рога и меди (шило и плоский топор), а также глиняные схематизированные женские статуэтки. Слой Кукутень В характеризуется керамикой с одноцветной (чёрной) росписью по оранжево-жёлтой поверхности. Встречается грубая кухонная посуда и керамика с веревочным (шнуровым) орнаментом, а также глиняные женские статуэтки с чёрной росписью и фигурки животных. Увеличивается количество медных изделий (кинжалы, топоры, браслеты, шилья, нож).
На окраине села Кукутень на холме Госан (Gosan) построен в 1984 году Музей археологического памятника Кукутень, который входит в Национальный музейный комплекс «Молдова». 10 тысяч гектаров коммуны Кукутень являются Археологическим заповедником «Кукутень» (Rezervaţia arheologică Cucuteni).